# Ludwig August Lebrun
Ludwig August Lebrun (Mannheim, 2 de maig de 1752 - Berlín, 16 de desembre del 1790) va ser un oboista i compositor alemany.

## Biografia
Aquest famós i virtuós oboista va tocar a l'orquestra de la cort del Princep-Elector Carles Teodor en Mannheim. Va començar tocant a l'orquestra a l'edat de 12 anys i amb 15 anys en va ser membre. El seu pare, també oboista belga d'origen, va treballar el 1747 a la cort de Mannheim. Seria contemporani dels compositors Carl Stamitz i Anton Stamitz, pertanyent a l'escola de Mannheim.
A l'estiu de 1778, Lebrun es va casar amb la soprano Franziska Danz, germana de Franz Danzi, una de les millors cantants de l'època. Amb ella viatjaria per tot Europa: Milà, París, Londres, Viena, Praga, Nàpols, Múnic i Berlín. Estaven molt compenetrats. La parella es complementava perfectament i moltes àries per a soprano i oboè obligat van ser compostes per a ells, com per exemple Günther von Schwarzburg (1777) del compositor Ignaz Holzbauer,'Europa riconosciuta (1778) del compositor Antonio Salieri i Castore e Polluce (1787) de Georg Joseph Vogler

Sobre les seves representacions va tenir molt bones crítiques, tal com va escriure l'historiador musical Charles Burney:
“Franziska Danzi and the exelent oboist Lebrun usually travel together, and it seems as though she has listened to nothing other than his instrument, for when they perform together in thirds and sixths one cannot hear which is the upper or the lower voice”.
Schubart:  “ Lebrun is a veritable wizard on the oboe, and his compositions are particularly sensitive and as sweet as drops of nectar. The etherial radiance of his genius finds expression in everything that he composes and performs. He is worth of all Europe’s admiration”.
Va morir a l'edat de 38 anys.

## Context temporal
Quan Lebrun va nàixer, a tot Europa es desenvolupava un nou corrent, la Il·lustració. Un moviment molt important que va influir en el desenvolupament polític, cultural i social del segle xviii. L'ideal de la il·lustració era la naturalesa dominada per la raó que actua com a força transformadora de la realitat. La seua concepció del món, que comprèn tots els aspectes de la vida i és assimilada per la burgesia, es transforma en el factor ideològic que més contribuirà a la gran convulsió històrica de la Revolució Francesa.
Quant a la vida artística de Lebrun, podem dir que va començar amb aquell príncep entusiasta, Karl Theodor, Príncep de Mannheim. Aquest tenia un desig insaciable de crear un bon clima a Mannheim, el qual es va convertir en una orquestra que va prendre molta importància a tot Europa per la seva qualitat i esperit innovador. Lebrun, a l'edat dels 12 anys, va començar a participar en l'orquestra anant als assajos. El seu pare, també oboísta, treballava des de 1747 en la cort de Mannheim. Va ser contemporani dels compositors Carl Stamitz i Anton Stamitz i va formar part de l'escola de Mannheim. Va ser als 15 anys quan Lebrun va aconseguir formar part de la prestigiosa Orquestra de Mannheim, de la qual formaria part tota la seva vida. Els registres històrics el descriuen com un músic d'alt nivell el qual destaca com a intèrpret de l'oboè. Això el va dur a formar part del grup de càmbra de la cort de Mannheim, amb tots els privilegis que comportava.

Des del punt de vista musical, tota la seva obra forma part del Classicisme. També podem dir que la música de Lebrun és en tots els sentits un reflèx de l'època que vivia: melodies delicades, trucs tècnics espectaculars, música plena d'imaginació, profunditat, humor i girs inesperats de la frase. Com va dir l'oboista Bart Schneemann:
“When I was studying them, and later recording them, i saw more and more clearly a picture of a man who had always had his way: in spite of a number of unmistakably dramatic moments, his music radiates most strongly a feeling of optimism and the joy of existence.”

## Les causes, els usos i les funcions
A la segona meitat del segle xviii no hi havia massa peces espectaculars escrites per a oboè, aquest instrument estava en desavantatge per tots els canvis de color i expressió que es demanaven en aquell moment. Les sales de concert cada vegada eren més grans. Això va comportar l'augment del nombre de violins, violins segons, violes i contrabaixos. Tot i això, a l'última fila de l'orquestra només hi havia un oboè sol, una flauta i un fagot. Van haver d'experimentar molt en la perforació dels instruments per intentar aconseguir una major sonoritat. El resultat no va ser molt positiu perquè no hi havia oboès solistes amb nivell suficient. La falta de l'oboista virtuós no motivava els compositors a escriure concerts virtuosos per a oboè. Era un període on l'individualisme i, per tant, el virtuosisme era cada vegada més important. Els compositors depenien de la disponibilitat d'aquests virtuosos. Va ser el mateix Lebrun qui va compondre 14 concerts per a oboè per a ser interpretats per ell mateix.
Lebrun va escriure 14 concerts per a oboè i també una sèrie d'obres per a oboè i soprano, tots per al seu propi ús. Les seves obres presenten totes les novetats de l'escola Mannheim:
- L'ús d'efectes dinàmics, crescendos i diminuendos, fortepianos, accents, entrades fortes de l'orquestra en contrast amb la mèlodia de l'oboè. (Tècniques musicals que avui en dia no pareixen sorprenents, però que va ser una sensació molt innovadora per al públic de la segona meitat del segle xviii).

- L'ús del Rocket Mannheim (poderós arpegi ascendent), de la “Seufzer” (appoggiatura suspirada) i el Tremolo Mannheimer (com un element important de la melodia).

També utilitzava el Roller, una melodia o motiu que s'anava repetint contínuament i cada vegada en un grau més alt, mentre el baix quedava immòbil en un sol to.
Era molt freqüent reproduir frases de llarga distància, sense tenir en compte les limitacions de l'instrument. L'audiència d'aquell temps volia ser capaç d'identificar els instruments individualment. Això significava que l'autosuperació dels instrumentistes era constant.

## Obres
- Ballet "Armida" i "Adèle de Ponthieu".
- Concerts per a oboè i orquestra núm. 1 en re menor, núm. 2 en sol menor, núm. 3 en do major, núm. 4 en Sib major, núm. 5 en do major, núm. 6 en fa major.
- Concert per a clarinet i orquestra en Si major.
- Duos per a violí i viola.
- Duets i trios per a flauta.
- Flute trios.